# Saint-Sauveur (Finistère)
Saint-Sauveur (bret. An Dre-Nevez) – miejscowość i gmina we Francji, w regionie Bretania, w departamencie Finistère.
Według danych na rok 1990 gminę zamieszkiwały 654 osoby, a gęstość zaludnienia wynosiła 49 osób/km² (wśród 1269 gmin Bretanii Saint-Sauveur plasuje się na 745. miejscu pod względem liczby ludności, natomiast pod względem powierzchni na miejscu 722.).